# Криничное (Вольнянский район)
Криничное (укр. Криничне) — село, Михайловский сельский совет,
Вольнянский район, Запорожская область, Украина.
Код КОАТУУ — 2321584008. Население по переписи 2001 года составляло 294 человека.

## Географическое положение
Село Криничное находится на левом берегу реки Вольнянка,
выше по течению на расстоянии в 1,5 км расположено село Дерезовка,
ниже по течению на расстоянии в 2 км расположено село Михайловка.
По селу протекает пересыхающий ручей с запрудой.

## Известные люди
- В селе жил Баштанник, Григорий Семёнович — Герой Социалистического Труда.